# الضلوعية
الضلوعية مدينة عراقية تقع على بعد (80 كم) إلى الشمال من العاصمة بغداد، على الضفة الشرقية من نهر دجلة، يبلغ عدد سكانها 55 ألف نسمة، قضاء يتبع محافظة صلاح الدين.

## اسمها
الضلوعية نسبة إلى الضلوع التي تحيط القلب من جهتين، وهي جمع أضلاع ومن ثم تغيرت إلى الضلوع وبعدها الضلوعية أول من سكنها نظر إلى جغرافيتها فوجد نهر دجلة يحيط بها من ثلاث جهات (الجنوب والشرق والغرب) فقال: هذه الأرض كالقلب بين الضلوع، يحرسها دجلة من ثلاث جهات أما الجهة الرابعة (الشمال) فهي أرض مفتوحة ومن هنا اشتق اسمها: (الضلوعية) حيث اليابسة بمنزلة القلب، ومنحنيات نهر دجلة كالقفص الصدري الذي يحويه.
تتبع للضلوعية بعض الضواحي، أبرزها ضاحيتان جميلتان هما حويجة الضلوعية، التي يحيط بها نهر دجلة من جميع الجهات، وتظهر جزيرة سابحة في الماء. والضاحية الثانية بيشكان ومعناها باللغة الكردية رأس النبع، حيث تلتقي عندها بعض روافد نهر دجلة.

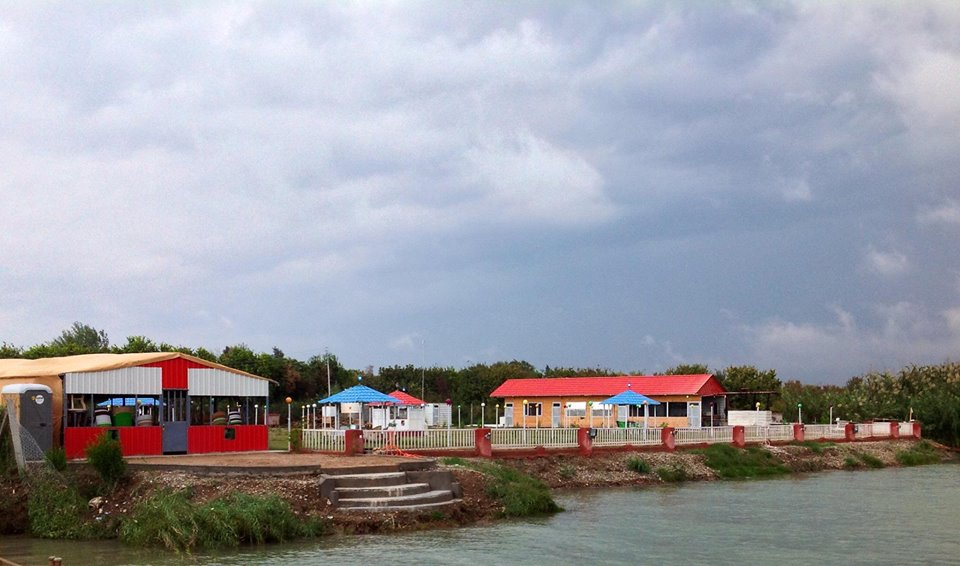
ضفاف نهر دجلة

## الموقع والزراعة
الضلوعية تعد نقطة وصل بين سامراء وبغداد
وتتميز بتربتها الخصبة والجيدة للزراعة حيث تعد واحة خضراء وذلك لكثرة البساتين فيها من أشجار الحمضيات والنخيل والرمان والخوخ والخضراوات،
حيث يحيط بها نهر دجلة من ثلاث جهات مما سبب وفرة المياه للزراعة.

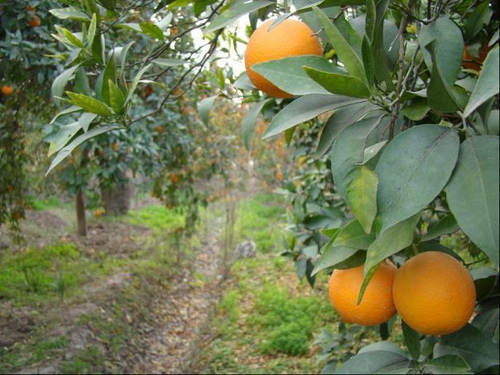
البرتقال في الضلوعية

## تحرير الضلوعية

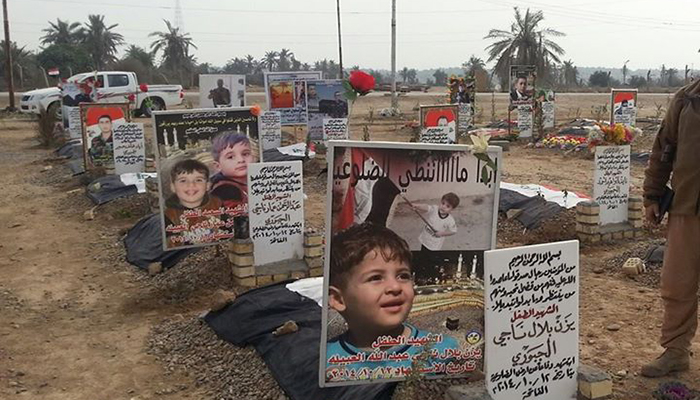
مقبرة "حماة الدار" في الضلوعية

في يونيو حزيران سقطت ناحية الضلوعية التابعة لمحافظة صلاح الدين 85 كم شمال بغداد في قبضة تنظيم الدولة الإسلامية دخل التنظيم الضلوعية يوم 11 حزيران 2014 والتي يسكنها قبائل عربية سنية وبعد يومين فقط انتفظت العشائر ضد التنظيم وقاموا بطرده من الناحية إلى المناطق القريبة من ديالى وسامراء ولكن بعد شهر كامل رجع التنظيم وفرض حصاراً على الضلوعية من ثلاث جهات ودمّر جميع الجسور التي تربطهم بالمدن المجاورة دام الحصار أكثر من 200 يوم وسقطت معظم الناحية ما عدا منطقة «عرب جبور» التي بقيت صامده وفي شهر كانون الثاني 2015 تمكن الجيش العراقي والحشد الشعبي بمساعدة عشائر الضلوعية كافة وكانت وقفتهم وقفت الرجل الواحد من تحرير الضلوعية من قبضة التنظيم. الضلوعية أضحت ساحة معارك مما أدى إلى تدمير البنى التحتية للناحية كالجسور الحديدية والمباني والمنشآت المدنية وكذلك تدمير العديد من المنازل التي كانت يختبئ فيها مقاتلو تنظيم الدولة الإسلامية كما فخخ التنظيم العديد من المنازل وقد شارك في معركة التحرير والتي سميت «ذات السواتر» أبناء العراق من جميع طوائفه وكانت الخطوة الأولى نحو تحرير مدينة تكريت.

## وصلات خارجية
Al-Izzi, Sa'ad. "A Very Different Dhuluiya" (Archive). نيويورك تايمز. October 6, 2009. (بالإنجليزية)